# Ronald Lacey
Ronald William Lacey (28 de septiembre de 1935-15 de mayo de 1991) fue un actor cinematográfico y televisivo británico.

## Carrera
Ronald Lacey nació en Londres, Inglaterra. Lacey estudió en la Harrow Weald Grammar School y, tras un breve período de servicio militar y de preparación en la London Academy of Music and Dramatic Art, empezó su carrera de actor en 1961 en la producción televisiva The Secret Agent. Su primera interpretación destacada fue como actor teatral en la producción representada en el Royal Court Theatre en 1962 Chips with Everything. 
En las décadas de 1960 y 1970 Lacey actuó en la televisión británica en papeles que abarcaban desde la serie de Kenneth Clark Civilisation, como el sepulturero en una reconstrucción de la escena del sepulturero de Hamlet con Ian Richardson y Patrick Stewart, a una memorable actuación como Harris en la sitcom Porridge, este último carácter ideal para las inusuales características físicas del actor. Lacey, de ojos pequeños y brillantes y mejillas de querubín, interpretó a menudo a malvados y a personajes fuera de lo habitual, gracias a dichos rasgos.
Decepcionado con su carrera interpretativa a finales de los años setenta, empezó a considerar la posibilidad de dirigir una agencia de talentos. En ese momento Steven Spielberg le escogió para hacer el papel del malvado Nazi Toht en la película Raiders of the Lost Ark. A este personaje le siguió una serie de papeles de malvados a lo largo de los siguientes cinco o seis años, en filmes como Sahara (1983, con Brooke Shields) o Red Sonja (1985, con Arnold Schwarzenegger), además de su papel de científico colaborador con Occidente en la película de 1982 de Clint Eastwood Firefox.
En dos de sus papeles cinematográficos Lacey se vistió de mujer: en el film de Disney Trenchcoat (1982, con Margot Kidder), y en Invitation to the Wedding, de 1985, producción en la que encarnaba a una pareja esposo/esposa. 
Lacey hizo numerosos papeles de malvado y era conocido por su sonrisa, con la que podía aparentar malignidad y lascivia. Además tenía un gran lunar en su mejilla izquierda, que decidió no extirpar, y una voz muy personal. En Trenchcoat utilizaba el lunar como marca de belleza en su papel de Princesa Aida, una misteriosa y sórdida drag queen de la isla de Malta.

## Vida personal
Entre sus admiradores era conocido por su generosidad y su cordialidad, pero en la escena teatral londinense también era conocida su gran afición a la bebida y al tabaco. Además, con cierta frecuencia apareció en los medios dedicados al cotilleo, y su hobby era la colección de antigüedades victorianas.
Lacey se casó dos veces. Con la actriz Mela White tuvo dos hijos, los también actores Rebecca y Jonathan Lacey. Tras un turbulento divorcio volvió a casarse en 1972, esta vez con Joanna Baker, con la que tuvo un tercer hijo, Matthew, que fue ahijado de la actriz de Hammer Productions Barbara Shelley. Su hija Rebecca consiguió el éxito televisivo con la serie de la BBC Casualty. 
De ascendencia galesa, Lacey poseía una casa en Gales, que heredaron sus tres hijos tras su muerte. En su juventud al actor le sometieron a una intervención intestinal como consecuencia de la cual hubo que ponerle una bolsa de colostomía. A causa de ello hubo de rechazar algunos papeles que se debían rodar en otros países. En sus últimos años de vida se vio afectado por un cáncer, y como consecuencia del mismo ganaba y perdía peso y sufría edemas secundarios a los tratamientos médicos. Cuando el cáncer se extendió al hígado, Ronald Lacey falleció. El óbito tuvo lugar en Londres, Inglaterra, el 15 de mayo de 1991. En esa época estaba al cuidado de su hija Rebecca. 

## Filmografía

### Cine
- The Boys (1962) – Billy Herne
- Doctor in Distress (1963) – (no acreditado) Cliente de un café
- Of Human Bondage (Servidumbre humana) (1964) – 'Matty' Mathews
- The Comedy Man (1964)
- Catch Us If You Can (1965) – (sin créditos) Yeano
- The White Bus (1967)
- How I Won the War (Cómo gané la guerra) (1967) – Spool
- El baile de los vampiros (1967) – Aldeano idiota
- Otley (1968) – Curtis
- Take a Girl Like You (1970) – Graham
- Say Hello to Yesterday (1971) – Guarda de aparcamiento
- Crucible of Terror (1971) – Michael
- Disciple of Death (1972) – Pastor
- The Final Programme (1973) – Shades
- Gawain and the Green Knight (1973) – Oswald
- The Old Curiosity Shop (1975) – Harris
- The Likely Lads (1976) – Ernie
- Charleston (1977) – Frankie
- Amanecer zulú (1979) – Norris Newman
- Nijinsky (1980) – Léon Bakst
- Raiders of the Lost Ark (1981) – Mayor Toht
- Firefox (1982) – Semelovsky
- Tangiers (1982) – Wedderburn
- Sahara (1983) – Beg
- Yellowbeard (1983) – Hombre con un loro
- Trenchcoat (1983) – Princesa Aida
- The Adventures of Buckaroo Banzai Across the 8th Dimension (1984) – Presidente Widmark
- Sword of the Valiant: The Legend of Sir Gawain and the Green Knight (El caballero verde) (1984) – Oswald
- Making the Grade (1984) – Nicky
- Los señores del acero (1985) – Cardenal
- Minder on the Orient Express (1985) - Harry Ridler
- Red Sonja (1985) – Ikol
- Invitation to the Wedding (1985) – Clara/Charles Eatwell
- Sky Bandits (1986) – Fritz
- Into the Darkness (1986)
- Lone Runner (1986) – Misha
- Aces Go Places 4 (1986) – Líder de los malvados
- Manifesto (1988) – Director
- Dawn of an Evil Millennium (1988)
- Jailbird Rock (1988) – Warden Bauman
- Valmont (1989) – José
- Indiana Jones y la última cruzada (1989) – (no acreditado) Heinrich Himmler
- Landslide (1992) – Fred Donner
- Angely smerti (1993)

### Televisión
- The Likely Lads (1964, serie) - Ernie
- Day Out for Lucy (1965)
- Barnaby Spoot and the Exploding Whoopee Cushion (1965) – Justin Fribble
- Fable (1965) – Len
- Gideon's Way (1965) – Jerry Blake
- Who's a Good Boy Then? (1966) – Billy Oates
- Boa Constrictor (1967) – Frankie Three
- Great Expectations (1967, serie) – Orlick
- Los Vengadores (1967) – Joven extraño
- Theatre 625 – "Mille miglia" (1968), "The Burning Bush" (1967), "Firebrand" (1967), "The Nutter" (1965)
- Game, Set and Match (1968)
- It Wasn't Me (1969) – George
- Randall and Hopkirk (Deceased) (1969)
- Target Generation (1969) – Joe Manx
- These Men Are Dangerous (1969, serie)
- The Adventures of Don Quick (1970, serie) – Sargento Sam Czopanser
- The Vessel of Wrath (1970) – Controlador
- Jason King (1971–1972) – Ryland
- La fuga de Colditz (1972-1974, serie, Temporada 1-Episodio 12) – Mayor Zibnek
- Last of the Summer Wine (1973) – Walter
- The Adventures of Don Quixote (1973) – Monje
- The Fight Against Slavery (1975) (miniserie) – Charles James Fox
- "The Sweeney" Thou Shalt Not Kill (1975) - Barry Monk
- The Next Victim (1976) – Bartlett
- Our Mutual Friend (1976, miniserie) – Mr. Venus
- The New Avengers (1976, serie) - Hong Kong Harry
- A Story to Frighten the Children (1976) – Lang
- Porridge (1973, Serie) – Harris (1977)
- Dylan (1978, telefilm) – Dylan Thomas
- The Mayor of Casterbridge (1978, miniserie) – Jopp
- Blakes 7 (1 episodio, "Killer" 1979) – Tynus (1979)
- Tropic (1979, serie) – Geoffrey Turvey
- Tiny Revolutions (1981)
- P.O.S.H (1982) – Mr. Vicarage
- The Hound of the Baskervilles (1983) – Inspector Lestrade
- The Rothko Conspiracy (1983)
- Magnum P.I. (1984) – Archer Hayes
- Minder on the Orient Express (1985) – Harry Ridler
- Blackadder II (1985, episodio Money) – El Obispo de Bath y Wells
- The Adventures of Sherlock Holmes (serie, episodio The Sign of Four, 1987) – Thaddeus Sholto/Bartholomew Sholto
- The Great Escape II: The Untold Story (1988) – Winston Churchill
- The Ray Bradbury Theater (episodio There Was an Old Woman, 1988)
- The Nightmare Years (1989, miniserie) – Emil Luger
- Face to Face (1990) – Dr. Brinkman
- The Strauss Dynasty (1991, miniserie) – Bauer